# Ciclo degli uomini e donne illustri

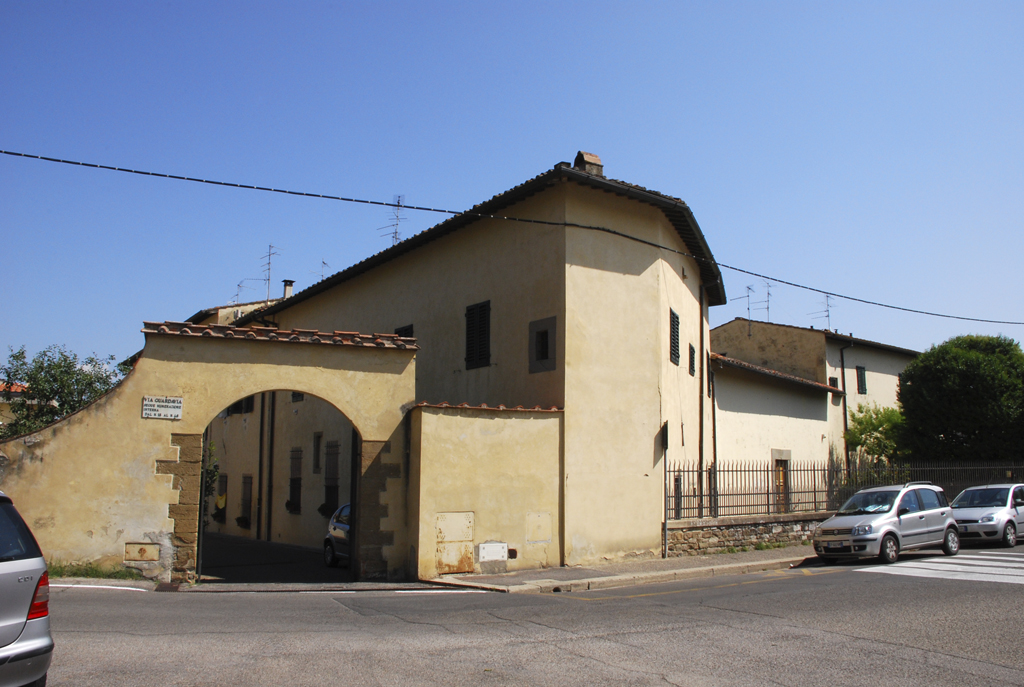
Villa Carducci di Legnaia a Firenze.

Il Ciclo degli uomini e donne illustri è un'opera ad affresco di Andrea del Castagno, realizzata tra il 1448 e il 1451 nella villa Carducci di Legnaia presso Firenze, per il Gonfaloniere di Giustizia Filippo Carducci.
Oggi è divisa tra la Galleria degli Uffizi (affreschi staccati dei pannelli degli uomini e donne illustri) e la villa stessa, dove restano l'impostazione architettonica generale e una Madonna col Bambino sotto una tenda a padiglione retta da angeli, accanto ai quali figurano anche Adamo ed Eva. Gli affreschi staccati, riportati su tela e poi su gesso, misurano in media 250x150 cm.

## Storia

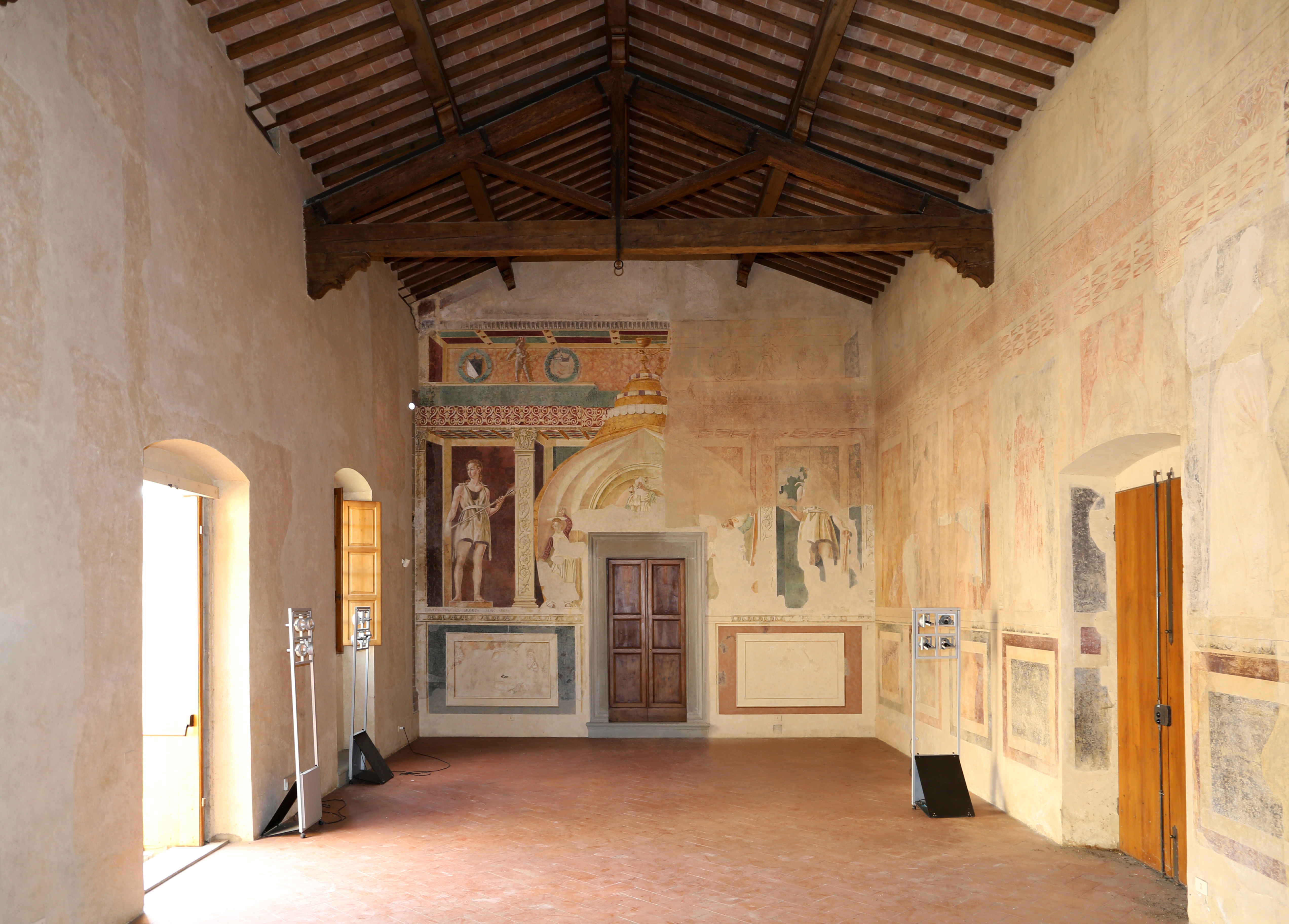
La sala degli Uomini e Donne illustri, già loggia aperta

Lo stato degli affreschi è buono, tranne nelle parti dove era steso un pigmento blu scuro, che è andato via rivelando il sottostante strato bianco, con l'effetto che le parti in ombra delle vesti risultano oggi più chiare.
Filippo Carducci fece decorare ad Andrea del Castagno la loggia della villa, che successivamente venne trasformata in salone. Il ciclo è il più antico esempio pervenutoci di celebrazione degli uomini illustri in chiave profana, civile e umanistica, dove veniva sottolineato il valore delle virtù morali degli uomini, che venivano innalzati a una dimensione eroica. Se fino ad allora i personaggi erano spesso tratti dalla Bibbia e dalla mitologia, quindi modelli astratti e fuori dal tempo, nel ciclo di Legnaia, a parte le figure femminili, vennero scelti personaggi del passato prossimo di Firenze, ancora vivi nella memoria. Questa particolare iconografia si ispirò a Boccaccio, ma anche a Plutarco, il cui De mulierum virtutibus era stato tradotto dal latino entro il 1495 da Alamanno Rinuccini, cugino di Andrea Carducci e nipote di Filippo.
Gli affreschi sono descritti nel Memoriale di Francesco Albertini del 1510.
Il ciclo venne coperto da intonaco bianco in epoca imprecisata e fu riscoperto nel 1847, quando il Granduca acquistò gli affreschi e li fece staccare. Dopo essere stati esposti nel Museo del Bargello dal 1865, i pannelli staccati furono trasferiti nel museo di Andrea del Castagno nel Cenacolo di Sant'Apollonia, dove in seguito all'alluvione di Firenze del 1966 vennero di nuovo rimossi, per approdare agli Uffizi nel 1969, dove vennero collocati nella ex-chiesa di San Pier Scheraggio. La sala della ex-chiesa è per adesso visitabile solo su appuntamento.
Nel frattempo, nel 1948-1949, alcuni saggi rivelarono la presenza nella villa di altri affreschi, che vennero in seguito rinvenuti: si tratta proprio della Madonna col Bambino con angeli reggicortina e dell'Adamo ed Eva che si trovano in situ. Inoltre nel salone restano qua e là uno strato di pittura (il sotto dello strappo) e tracce della sinopia, in parte ritoccati nel disegno da un restauratore ottocentesco.

## Descrizione
Il ciclo è composto da affreschi che si dispongono a gruppi di tre su ciascuna parete, più la parete centrale dove si apriva la porta, decorata dalla vaporosa tenda dove si trovano la Madonna col Bambino, gli Angeli reggicortina, Adamo ed Eva. In alto, la fascia con putti, festoni e stemmi araldici, risale al 1472.
La prima parete è occupata da personaggi che si distinsero nella politica, dentro e fuori Firenze:

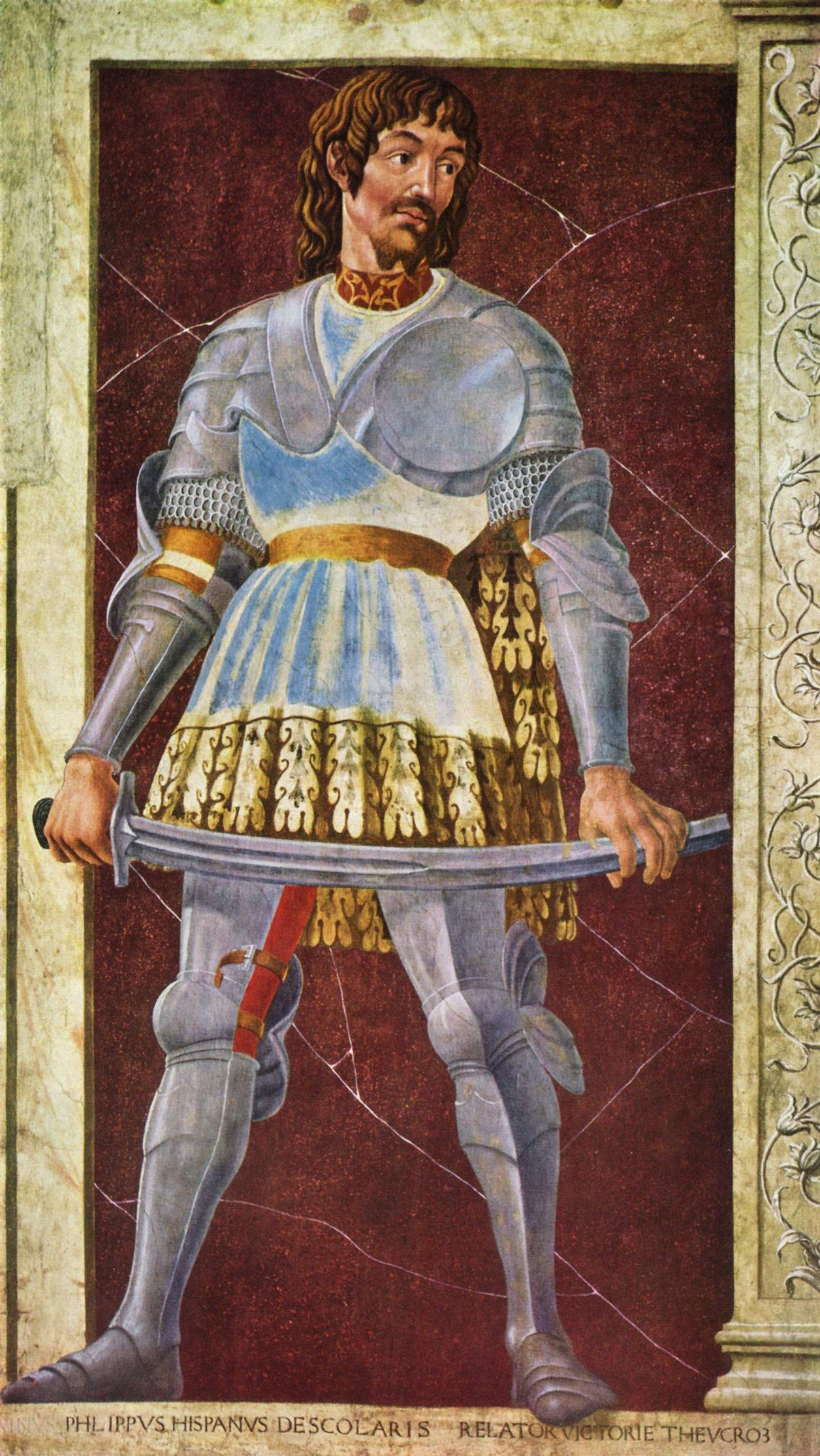
Pippo Spano, condottiero in Ungheria, combatté contro gli Ottomani a fianco del  re ungherese guadagnando fama e onori
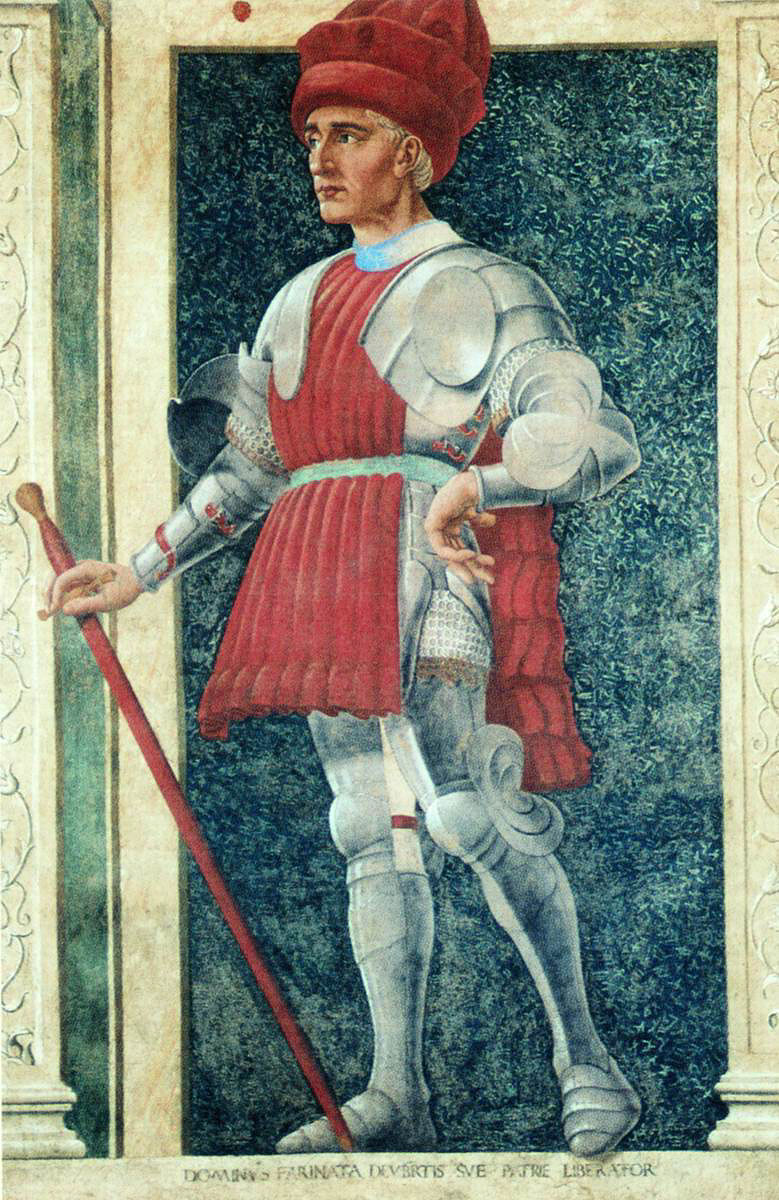
Farinata degli Uberti, capo dei ghibellini fiorentini
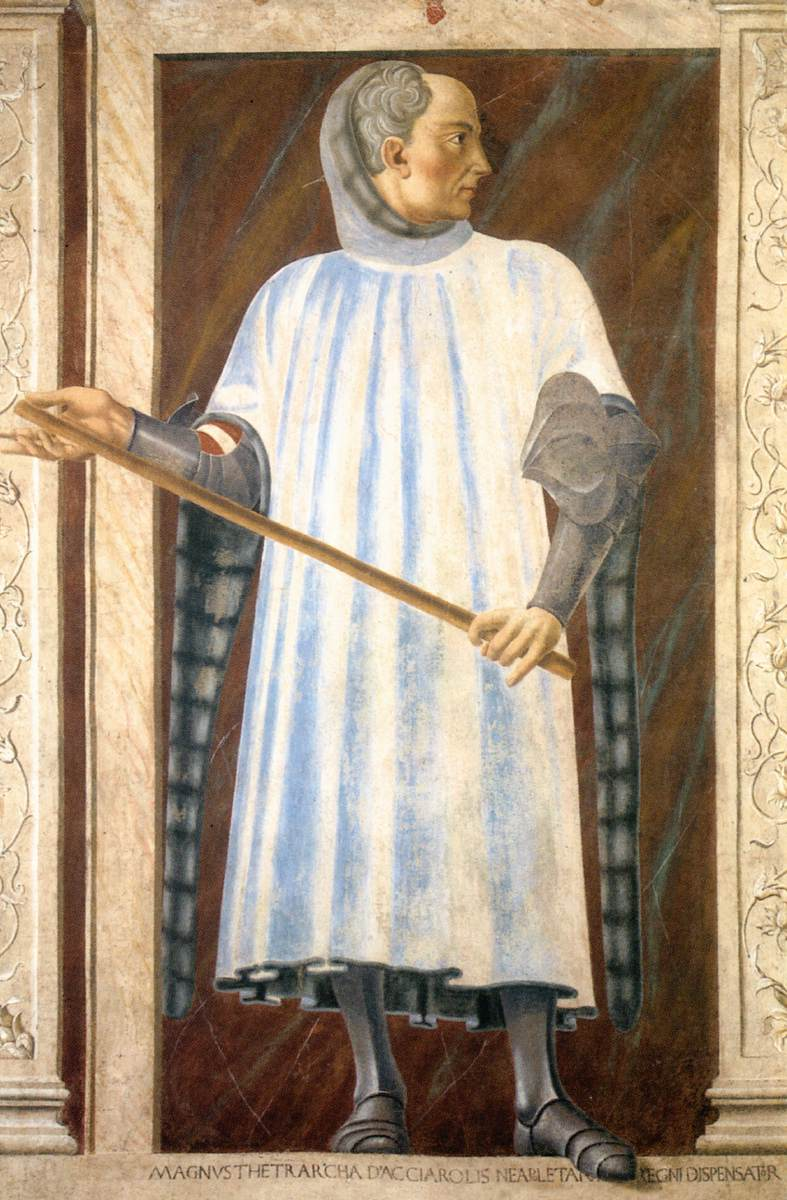
Niccolò Acciaiuoli, gran siniscalco del Regno di Napoli

La seconda è dedicata a donne famose:

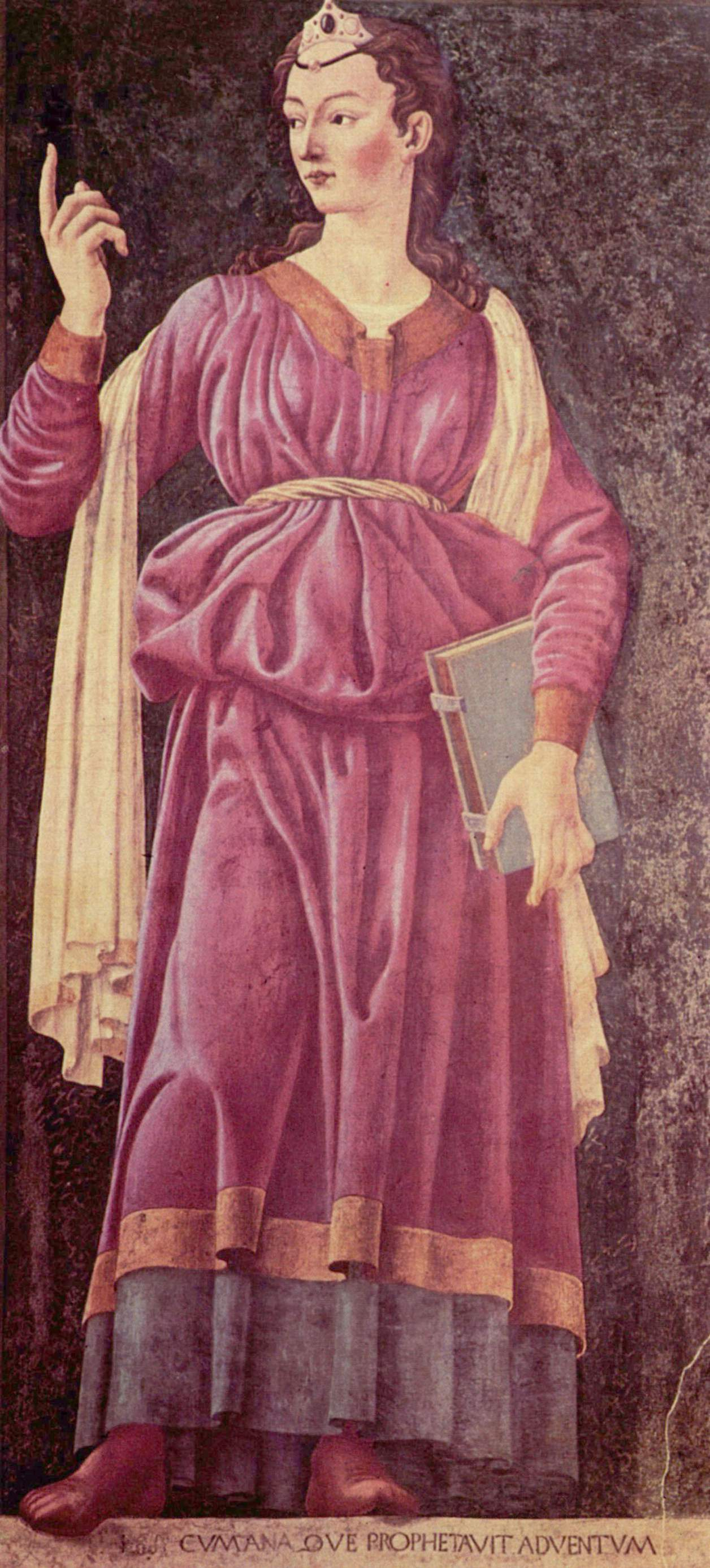
La Sibilla Cumana, che veniva assimilata ai profeti dell'Antico Testamento
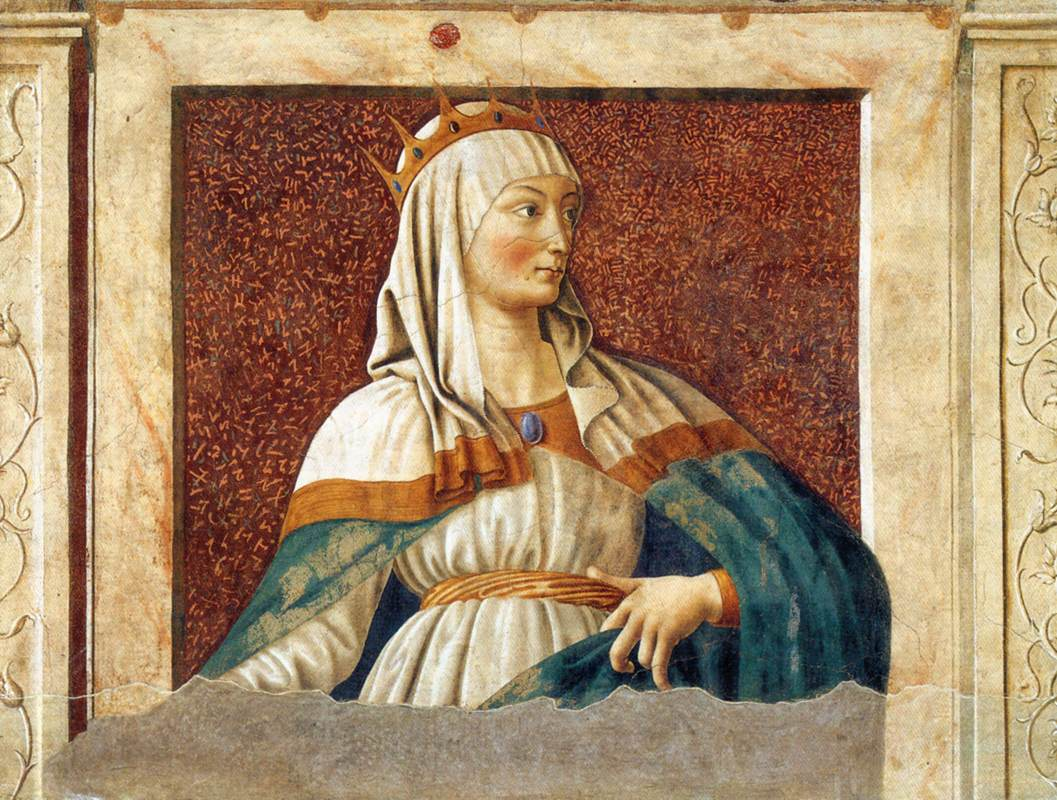
La regina Ester, che incontrò il re Assuero per proteggere il popolo ebraico
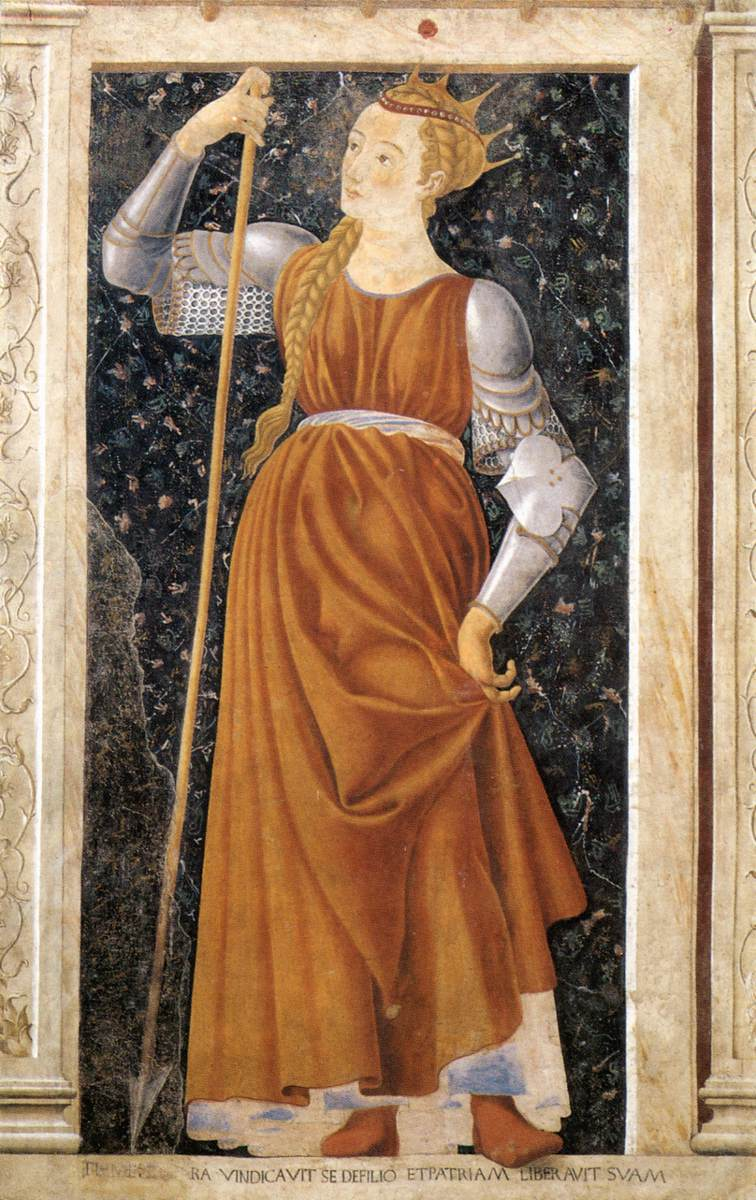
Tomiri regina dei Massageti, che vendicò la morte del figlio sconfiggendo Ciro il Grande

La terza è dedicata alle "tre corone fiorentine":

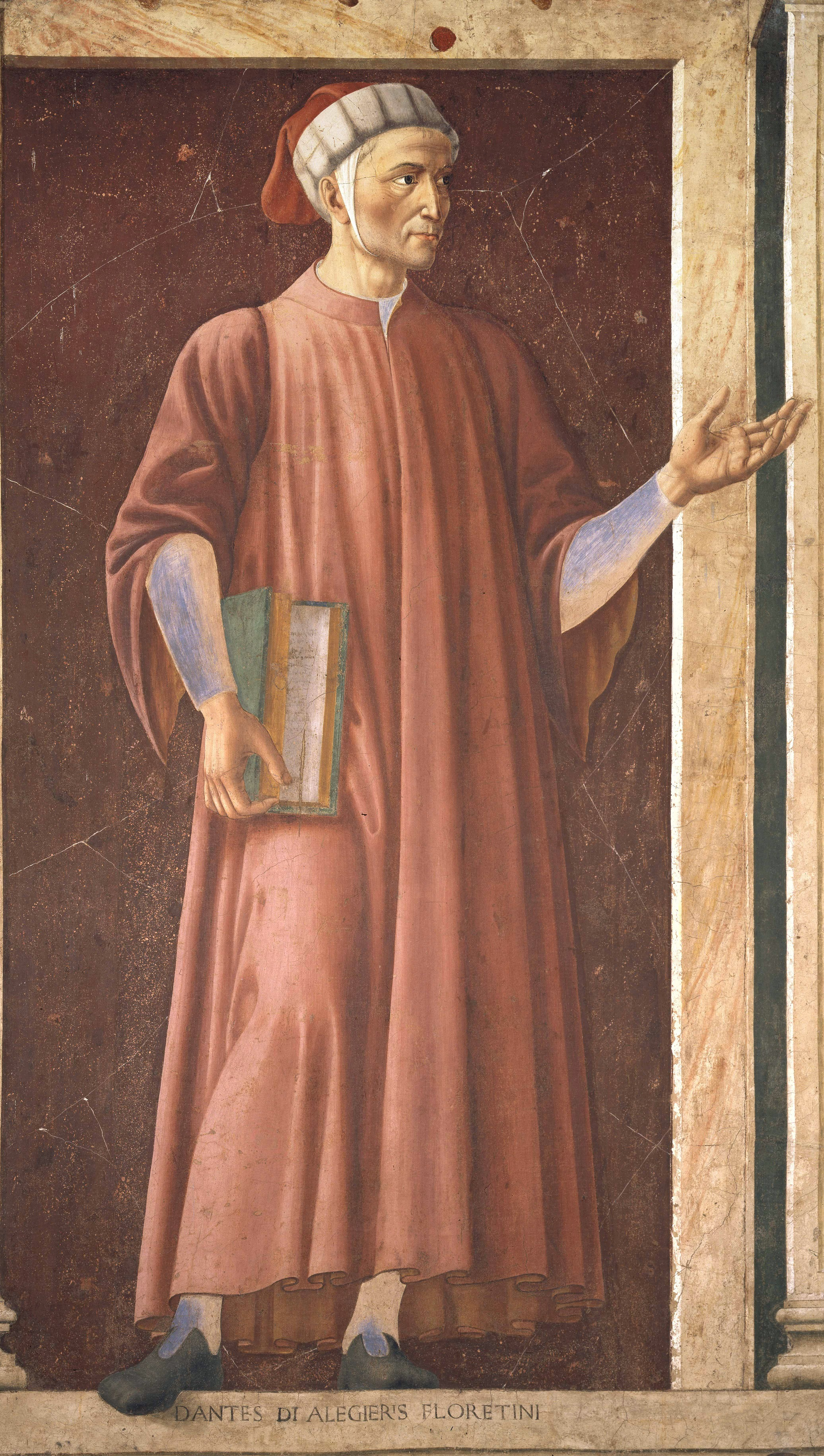
Dante Alighieri
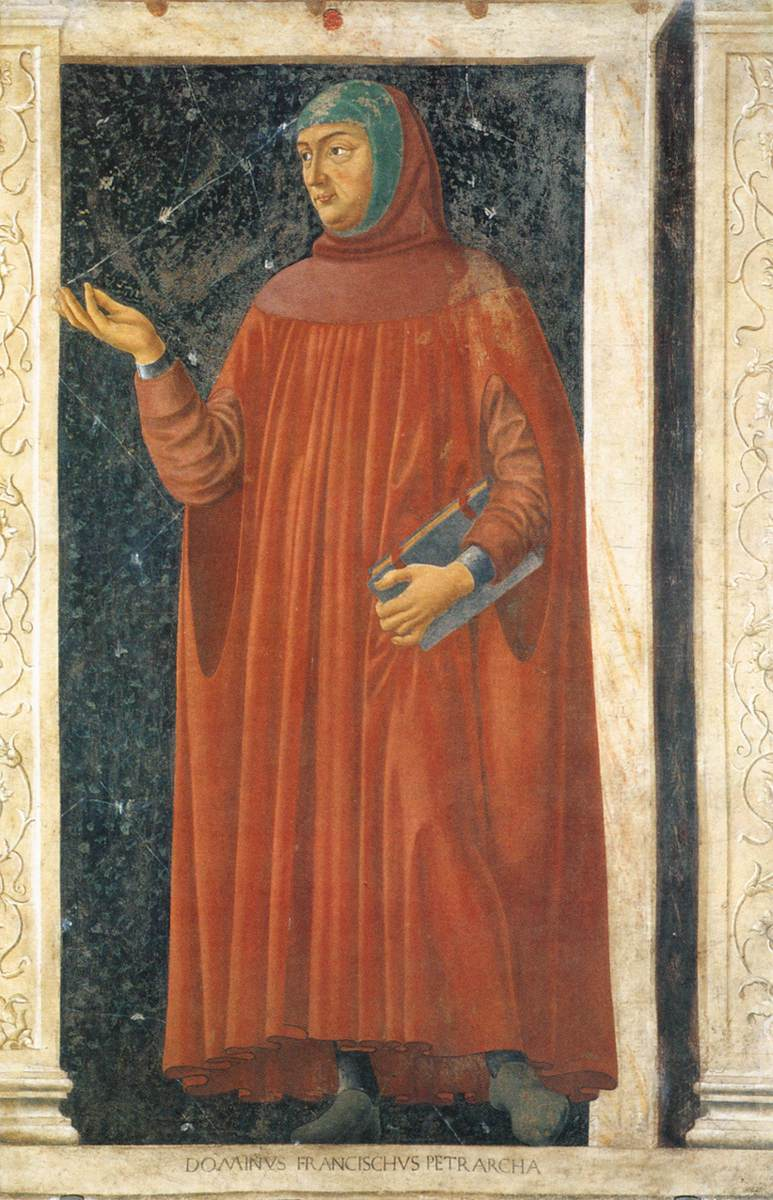
Francesco Petrarca
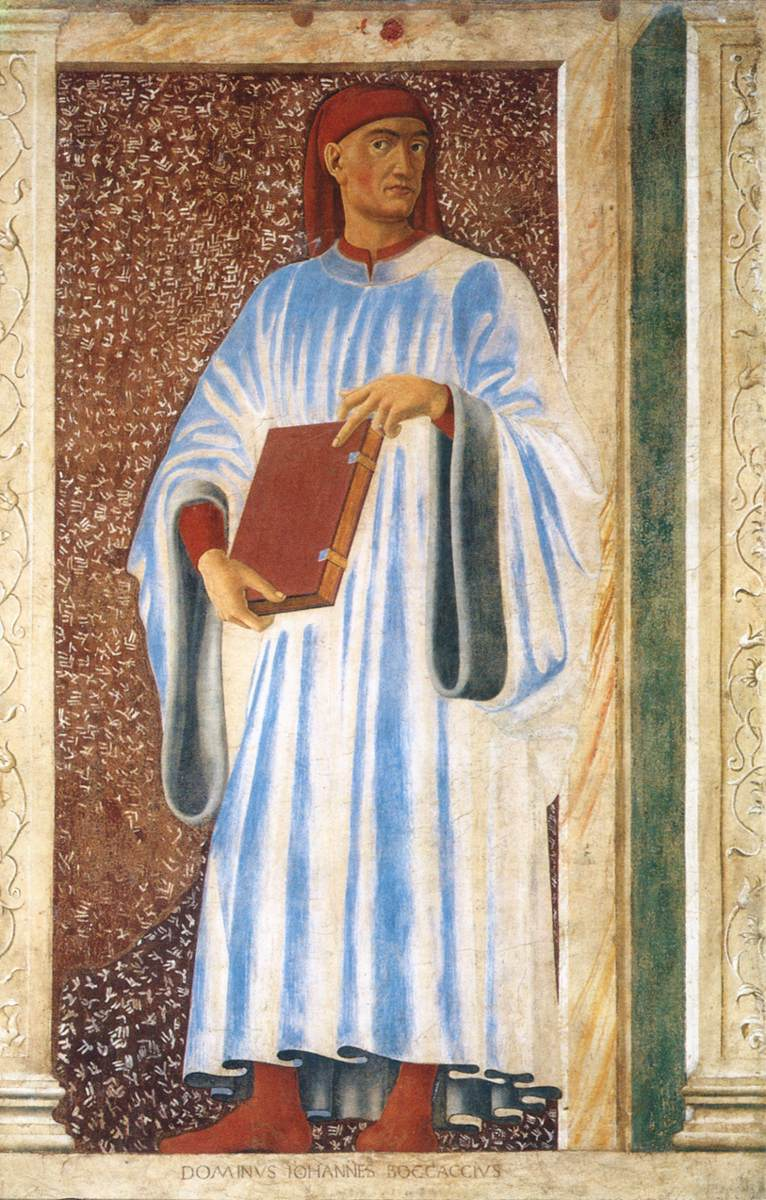
Giovanni Boccaccio

Notevole è anche la partitura architettonica: vi sono stati notati precisi riferimenti all'architettura romana, come nel fregio e nel kyma ionico a freccette, molto simile a quello dell'esedra del Foro di Augusto a Roma.

## Stile

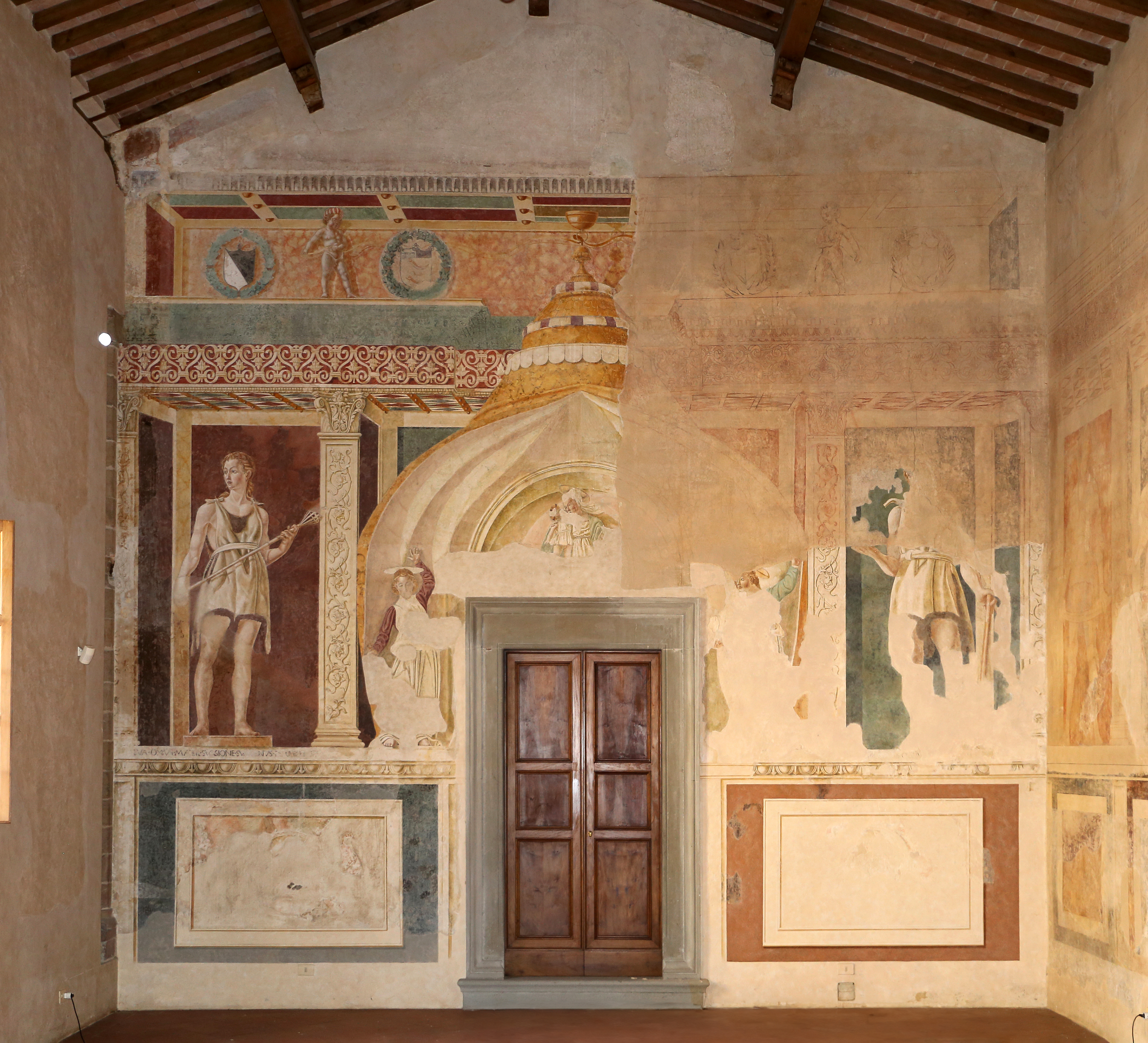
Adamo ed Eva, le uniche figure ancora in situ

Le figure sono rappresentate come statue in posizione eroica, in nicchie rettangolari dipinte con lo sfondo di un pannello di finto marmo. Ciascuna emerge con un punto di vista ribassato, ed è dotata di notevole monumentalità, data dal chiaroscuro e dagli effetti di scorcio, soprattutto nello zoccolo marmoreo alla base delle figure, dove a volte un piede si proietta verso l'esterno, "invadendo" lo spazio dello spettatore.
La figura di Pippo Spano, una delle più originali, è composta entro uno schema di due triangoli uguali sovrapposti, composti dalle braccia con la spada orizzontale e dalle gambe divaricate con la base. Come nel San Giorgio di Donatello, del 1417, le gambe divaricate sono un modo per far risaltare, con il torso ben eretto, l'idea di fermezza morale. La leggera torsione del busto, pure ripresa da Donatello, anima la figura che non appare schematicamente rigida, ma anzi sembra alludere a un movimento in potenza pronto a scattare da un momento all'altro: questa idea di movimento impellente si trasmette allo spettatore attraverso una linea di contorno "energetica" e dinamica, come teorizzò Roberto Longhi.